# Kjærnes
Kjærnes är en tidigare tätort i Ås kommun i Akershus fylke i sydöstra Norge. Orten ligger vid änden av fylkesväg 1383, på östra sidan av Bunnefjorden, nordväst om staden Ski.
Sedan 2024 räknas bebyggelsen i orten som en del av tätorten Ski.